# Gà tiền Palawan
Gà tiền Palawan (Polyplectron napoleonis) là một loài gà tiền kích thước trung bình (khoảng 50 cm), thuộc họ Trĩ (Phasianidae). Đây là một loài vật có tính biểu tượng trong văn hóa bản địa Palawan. P. napoleonis là loài vật trên ấn chương của thành phố Puerto Princesa.